# 이봉수 (조선의 무신)
이봉수(李鳳壽, 1573년∼1634년)는 조선 시대 중기의 임진왜란(壬辰倭亂) 시절과 정유재란(丁酉再亂) 시절의 당시의 의병장(義兵將) 출신의 무신(무관 겸 장군)이다. 본관은 경주(慶州)이고, 자(字)는 덕로(德老)·기옹(岐翁)이며, 호(號)는 석계(石溪)·죽헌(竹軒)이다.
그는 1573년(선조 6)생하여, 1634년(인조 12)졸하였다.

## 가족 관계
● 그의 생부(친아버지)는 첨정(僉正)을 지낸 이시명(李時明, 생부 이시명과 생모 해주 최씨 부인이라는 두 내외의 3남 중 차남.)이고, 생모(친어머니)는 해주 최씨(海州 崔氏)의 후손 최창(崔蒼, 친외조부.)의 따님이며, 양부(양아버지, 원래는 7촌 재종숙부.)는 종2품 호조참판(戶曹參判 - 從二品)에 추증된 이동명(李東明, 친가 생부(이시명)의 6촌 재종형.)이고, 양모(양어머니)는 장수 황씨(長水 黃氏)의 후손 황경서(黃慶瑞, 양외조부.)의 따님이다.

## 6년 왜란
1592년 그 당시 임진왜란 때 충무공 이순신 장군을 성웅(聖雄)으로 만든 7명의 영웅(英雄)들이 있었다. 석계 이봉수(石溪 李鳳壽) 장군이 그중 한분이다. 석계 이봉수 장군은 어렸을 적부터 활을 쏘고 말을 타며 또 병법(兵法)인 팔진법(八進法)을 이미 숙지하고 있었다고 한다. 그는 1592년 임진왜란 때 의병(義兵)에 참가를 거쳐 1595년 의병장(義兵將)을 잠시 지내다가 4년 훗날 1596년 동짓달, 이른바 이십대 중반 남짓의 나이에 충무공 이순신 장군을 찾아가 지형지물을 이용하여 왜군을 무찌르는 계책을 알림으로 본격 전란에 참여하게 되었고, 화약(염초=질산)을 제조하는 기술을 상당히 발휘하여 화포로서 왜선을 제압할 수 있었다(염초는 오늘날로 보면 질산칼륨이다). 결국 이러한 성과를 세우면서, 갈수록 그는 이미 전라좌수영에서 화약 만드는 제조기술의 책임자였다. 또한 그는 중요한 나룻터(나룻배 정박장)에 철쇄를 비치하고 높은 봉우리에 망대를 설치하였으며, 그가 충무공 이순신 장군에게 제안하였던 8진법(학익진, 장사진, 일자진, 등등)으로 옥포(玉浦), 당포(唐浦), 석포(石浦), 사량포(蛇梁浦) 등지의 해전에서 연달아 왜적을 무찔러 공을 세웠으며 한편으로는 친가의 두 친형제들인 친형 이장수(李長壽)와, 친제 이만수(李萬壽)가 모두 적탄에 전사하는 슬픔을 겪기도 하였다. 그 후 충청도 충청병사·전라도 장흥부사 등을 거쳐 한성부 판관에 임명되었고, 뒤에 선무원종훈(宣武原從勳)으로도 책록 조처되었다.

## 사후
1634년, 향년 62세의 나이로 졸하니, 이듬해(1635년)에 종2품 형조참판(刑曹參判 - 從二品)에 추증되었다.

## 그의 묘소
참고자료
이봉수 장군의 묘소의 소재지
원래 묘소는 전남 장흥군 장평면 와곡에 있었는데, 장흥군 행정당국이 2004년 주변 40만평이 넘는 27홀 짜리 장평 골프장 인허가를 내면서 부득히 전남 보성군 조성면 은곡리 사초마을 선영으로 이장하여, 매년 음력 10월 15일, 제향을 모시고 있다.